# Augustenborg Kommune
Augustenborg Kommune i Sønderjyllands Amt blev dannet ved kommunalreformen i 1970. Ved strukturreformen i 2007 blev den sammenlagt til den nye Sønderborg Kommune sammen med den gamle Sønderborg Kommune (1970-2006), Broager Kommune, Gråsten Kommune, Nordborg Kommune, Sundeved Kommune og Sydals Kommune.

## Tidligere kommuner
Augustenborg havde efter genforeningen i 1920 beholdt den tyske betegnelse flække, som bortfaldt ved kommunalreformen. Augustenborg havde i 1920'erne benyttet sin særstatus til at træde ud af amtskommunens økonomiske fællesskab. Men den gik ind igen og fik Marstal-status, da den et par år før kommunalreformen foretog en frivillig sammenlægning med en sognekommune:
| Kommune      | Folketal september 1965 | Byer         |
| ------------ | ----------------------- | ------------ |
| Augustenborg | 2.925                   | Augustenborg |
| Ketting      | 895                     | Ketting      |
| I alt        | 3.820                   |              |

Ved selve kommunalreformen blev endnu en sognekommune lagt sammen med Augustenborg til Augustenborg Kommune:
| Kommune            | Folketal 1. januar 1970 | Byer                            |
| ------------------ | ----------------------- | ------------------------------- |
| Augustenborg       | 3.486                   |                                 |
| Asserballe-Notmark | 2.631                   | Asserballe, Fynshav og Hundslev |
| I alt              | 6.117                   |                                 |

Hertil kom en del af Vollerup ejerlav fra Ulkebøl Sogn i Sønderborg Kommune.

## Sogne
Augustenborg Kommune bestod af følgende sogne, alle fra Als Sønder Herred:
- Asserballe Sogn
- Augustenborg Sogn
- Ketting Sogn
- Notmark Sogn

## Borgmestre[4]
| Navn                   | Parti                       | Periode   |
| ---------------------- | --------------------------- | --------- |
| Anton B. Roth          | Venstre                     | 1970-1978 |
| Arthur Jespersen       | Socialdemokratiet           | 1978-1986 |
| Regnar Liboriussen     | Venstre                     | 1986-1994 |
| Peder Kragh Blume Dahl | Det Konservative Folkeparti | 1994-1998 |
| Erik Schmidt           | Socialdemokratiet           | 1998-2002 |
| Aase Nyegaard          | Lokalliste                  | 2002-2006 |

## Rådhus
I februar 2014 blev Kunstværket (Augustenborg) indviet i den nyere del af Augustenborgs tomme rådhus på Louise Augustas Plads 1. I rådhusets ældste del på Storegade 20 er der hatte- og kvindemuseum.